# Баллао
Баллао (італ. Ballao, сард. Ballau) — муніципалітет в Італії, у регіоні Сардинія,  провінція Кальярі.
Баллао розташоване на відстані близько 370 км на південний захід від Рима, 45 км на північний схід від Кальярі.
Населення — 842 особи (2014).
Щорічний фестиваль відбувається 22 липня. Покровитель — Santa Maria Maddalena.

## Демографія
Населення за роками:

Станом на 1 січня 2023 року в муніципалітеті офіційно проживало 6 іноземців з 4 країн, серед них 5 громадян країн Євросоюзу та 1 громадянин України.

## Сусідні муніципалітети
- Армунджа
- Ескалаплано
- Гоні
- Муравера
- Пердаздефогу
- Сан-Ніколо-Джерреі
- Сільюс
- Віллапутцу
- Сан-Віто